# VEB Barkas-Werke
Der VEB Barkas-Werke Karl-Marx-Stadt war ein 1958 gegründetes Fahrzeug- und Motorenwerk der IFA im heutigen Chemnitz. Neben den Barkas-Kleintransportern wurden unter anderem diverse Stationärmotoren, Motoren für den Trabant und später auch Rumpfmotoren für VW produziert. Nach der Wende entwickelte sich der Betrieb innerhalb der Volkswagen Sachsen GmbH zu einem bedeutenden Hersteller von Motoren und anderen Fahrzeugkomponenten.

## Geschichte

### Entstehungsgeschichte

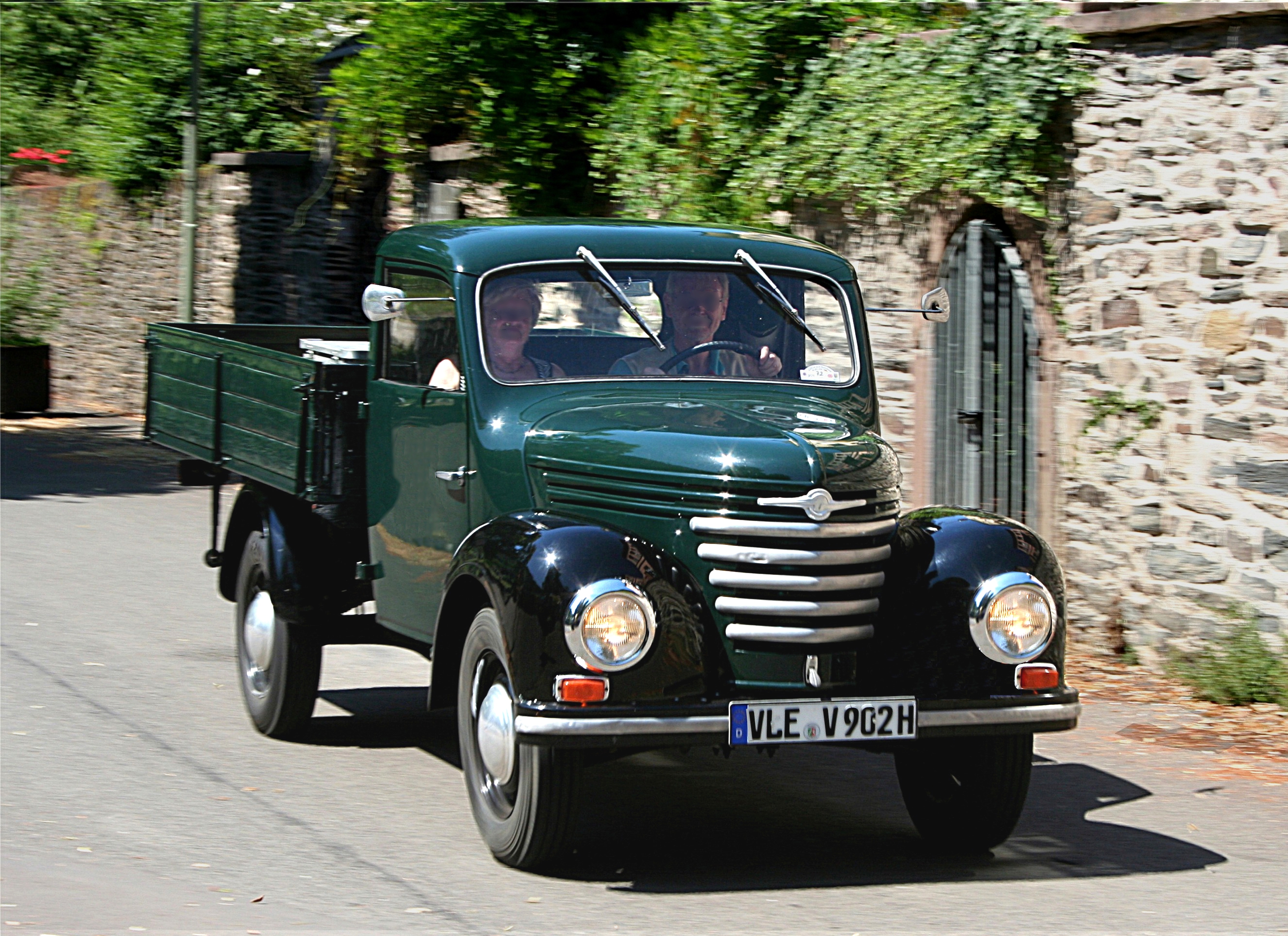
Barkas V 901/2

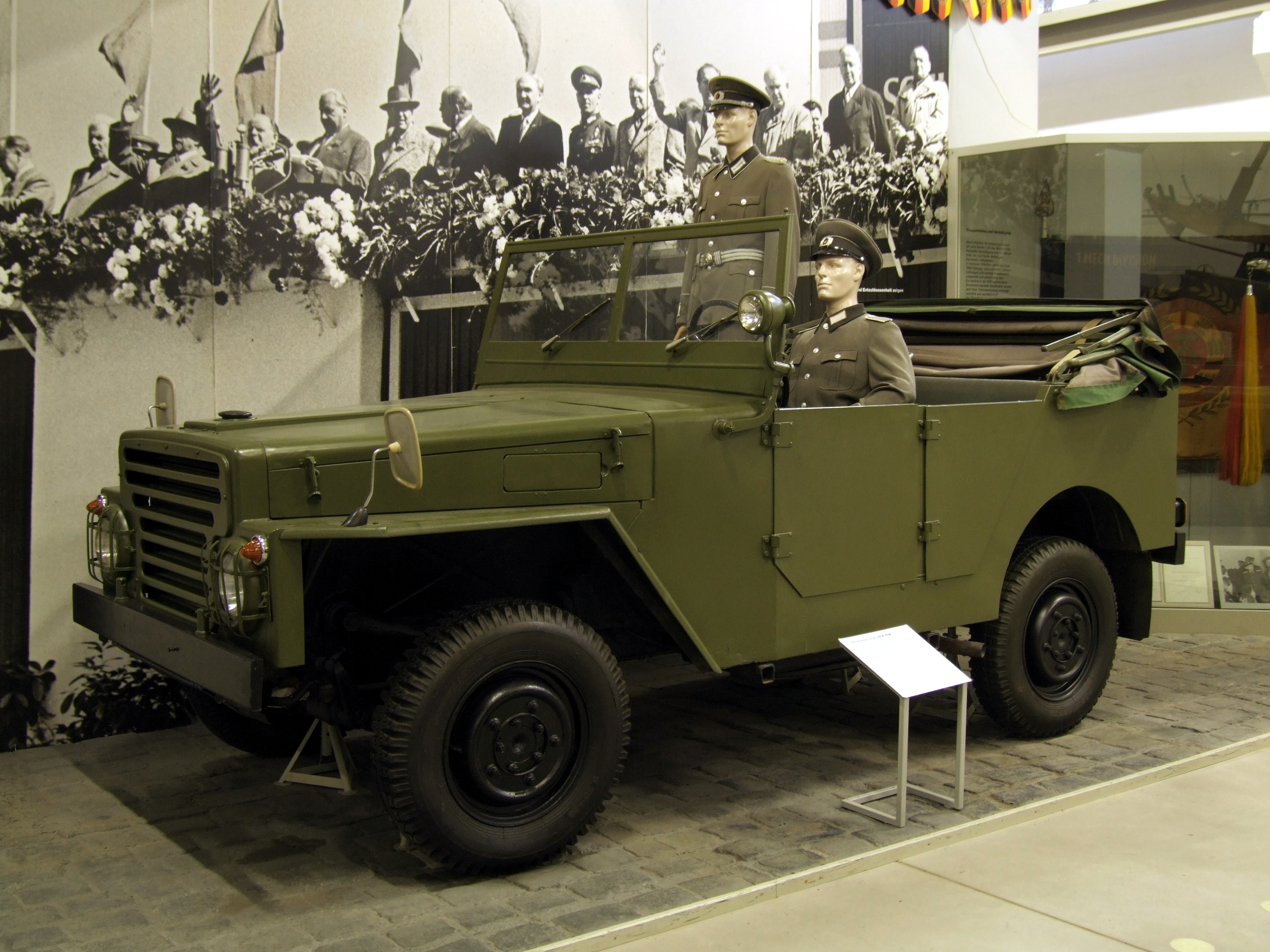
IFA P2M

Der Standort Chemnitz weist eine lange Tradition im Fahrzeugbau auf, unter anderem wurde hier im Jahr 1932 die Auto Union AG gegründet. Nach dem Zweiten Weltkrieg wurde nur ein kleiner verbliebener Teil der im Zweiten Weltkrieg durch Luftangriffe zerstörten und von der Sowjetunion als Reparation abgebauten Fertigungsanlagen wieder in Betrieb genommen. Dazu zählten die Hallen eines Motorenwerkes, wo – zugehörig zu den Sächsischen Aufbauwerken (SAW) – ab 1947 mit der Regenerierung und Herstellung von Ersatzteilen sowie der Produktion verschiedener Motoren als Reparationsleistungen begonnen wurde. 1949 wurde die Produktion des Zweizylinder-Zweitaktmotors des DKW F 8 wieder aufgenommen. Aus diesem Werk wurde 1950 der VEB Motorenwerk Chemnitz gebildet. Der Betrieb war nun zusätzlich mit der Produktion des Dreizylinder-Zweitaktmotors des IFA F 9 und der Motoren für die Framo-Kleintransporter aus Hainichen beauftragt. Auch die dazugehörigen Getriebe wurden hier hergestellt. Bereits 1953 wurde die Herstellung der Dreizylindermotoren nach Eisenach verlegt. Die Produktion umfasste seither die Motoren und Getriebe für den IFA F 8 und seinen Nachfolger P 70 sowie stationäre Zweitaktmotoren der Typen EL 65, EL 100, EL 150, EL 308, EL 350 und SEL 100, sowie den wassergekühlten Zweizylindermotor ZW 1103 und anderes mehr.
Obwohl der VEB Barkas-Werke in erster Linie ein Motorenwerk war, hatte der Name des Betriebs seinen Ursprung an einem anderen Ort: 1957 wurde der VEB Framo-Werke Hainichen in VEB Barkas-Werke Hainichen umbenannt. Auch der dort produzierte Kleintransporter erhielt den Namen Barkas. Barkas ist punisch und bedeutet Blitz. Am 1. Januar 1958 wurde der Stammsitz dieses Betriebs nach Karl-Marx-Stadt (Chemnitz wurde 1953 in Karl-Marx-Stadt umbenannt) verlegt, wobei er mit dem VEB Motorenwerk Karl-Marx-Stadt und dem VEB Fahrzeugwerk Karl-Marx-Stadt zu einem großen Betrieb, dem VEB Barkas-Werke Karl-Marx-Stadt, zusammengeschlossen wurde. Der genannte VEB Fahrzeugwerk Karl-Marx-Stadt produzierte zu dieser Zeit unter anderem den Geländewagen IFA P2M, Armeefahrzeug-Aufbauten und Dieseleinspritzpumpen.

### Erweiterungen des Betriebs
Priorität im neuen Großbetrieb hatte die Herstellung von Fahrzeugteilen und Motoren – insbesondere für den Trabant. 1959/60 wurde ein neues Montageband mit einer Jahreskapazität von 100.000 Trabantmotoren gebaut, das anfangs jedoch nur zu 30 % ausgelastet war. Daneben wurden verschiedene ein- und zweizylindrige Zweitaktmotoren für Anwendungen in der Land- und Forstwirtschaft produziert.
1970 bis 1977 wurde den Barkas-Werken die Leitung des IFA-Kombinats für Kraftfahrzeugteile unterstellt, in dem insgesamt elf Betriebe vereint waren, womit die Fertigungspalette sehr vielgestaltig wurde. Noch umfassender wurde das Netzwerk der Barkas-Werke im Jahr 1972, als im Zuge der Verstaatlichungen des privaten Mittelstands in der DDR zahlreiche Zulieferer-Betriebe dem Werk zugeordnet wurden.
1978 wurden die Barkas-Werke als Betrieb und 1984 zum Stammbetrieb des PKW-Kombinats. Dabei fiel dem Betrieb unter anderem das Wissenschaftlich-Technische Zentrum (WTZ) Automobilbau zu. Die Produktion des Kleintransporters Barkas B 1000 spielte zu diesem Zeitpunkt nur noch eine untergeordnete Rolle für den Betrieb. Dessen Jahresstückzahlen blieben im vierstelligen Bereich, Weiterentwicklungen fanden kaum statt.
Weitaus entscheidender für die DDR-Wirtschaft war hingegen die Fertigung der Stationärmotoren-Serie in Chemnitz mit den Zweitakt-Modellen EL 65 (63,7 cm³), EL 150 (143 cm³) und EL 308 (295 cm³). Diese basierten weitestgehend auf DKW-Stationärmotoren der Auto Union AG und wurden seit den 1950er-Jahren von Barkas gebaut. Damit wurden unterschiedliche Kommunalgeräte wie Gartenfräsen, Sägen, Notstromaggregate oder andere Baumaschinen betrieben. Es wurden rund 85.000 EL 85, rund 200.000 EL 150 sowie rund 155.000 EL 308 hergestellt.

### Kooperation mit Volkswagen
Ein Meilenstein war der Abschluss eines Lizenzvertrags mit VW im Jahr 1984, der die Produktion von VW-Motoren für den Wartburg 1.3, Trabant 1.1 und Barkas B 1000-1 vorsah. Ausgangspunkt war ein Angebot seitens VW an den stellvertretenden Außenhandelsminister der DDR, Gerhard Beil, gebrauchte Fertigungsanlagen für die alpha-Motorenbaureihe zu verkaufen. Außerdem wurde vereinbart, dass die Barkas-Werke den 1,3-l-Rumpfmotor des VW-Typs EA 111 für VW produzieren sollten. Der Vertragsabschluss kam ohne Einbindung des Politbüros zustande, was sehr ungewöhnlich war. Günter Mittag stellte sich jedoch hinter dieses Projekt; er war nach jahrelanger Ignoranz nun zu der Einsicht gekommen, dass es für den Zweitaktmotorenbau für PKW keine Zukunft mehr gäbe. Die Kooperation mit Volkswagen bewirkte ungekannte Herausforderungen für die Barkas-Werke. Mit großer Anstrengung und viel politischem Rückenwind gelang es, moderne Produktionseinrichtungen für täglich bis zu 1730 Motoren zu schaffen, aber auch Arbeitskräftemangel bereitete Schwierigkeiten. Mehr als 5000 Mitarbeiter waren in die Herstellung dieser Motoren direkt oder indirekt eingebunden, als 1988 die Serienproduktion einsetzte. Bis 1991 wurden rund 200.000 Rumpfmotoren gebaut, die ab 1988 im Wartburg, später auch im Trabant und Barkas eingebaut wurden. Am 4. Dezember 1989 begann die Motorenlieferung an VW. Zu diesem Zeitpunkt hatten die Barkas-Werke 7281 Beschäftigte. Zu den Standorten zählten neben Karl-Marx-Stadt auch Dresden, Hainichen, Frankenberg und Scheibenberg.

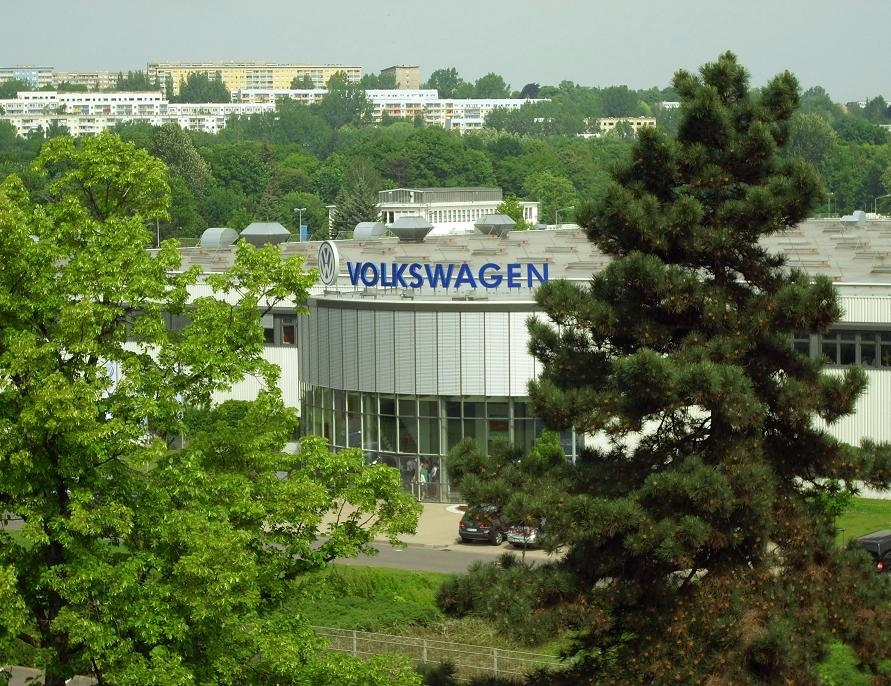
Volkswagen-Motorenwerk Chemnitz, 2008

Aufgrund der bereits bestehenden und fruchtbaren Kooperation mit VW ereilte die Barkas-Werke mit der Währungs-, Wirtschafts- und Sozialunion 1990 nicht jene schwere Krise, die den meisten DDR-Betrieben widerfuhr. Bereits im Dezember 1989 wurde die Volkswagen IFA-PKW GmbH mit Sitz in Wolfsburg gegründet, an der neben VW das IFA PKW-Kombinat beteiligt war, das der Leitung durch die Barkas-Werke unterstand. Die Motoren-Werke selbst wurden zur Motorenwerke Chemnitz GmbH ausgegründet. Im Dezember 1990 wurde aus der VW-IFA-GmbH die Volkswagen Sachsen GmbH gegründet, die nunmehr eine hundertprozentige VW-Tochtergesellschaft war. Diesem Unternehmen wurden im Jahr 1992 schließlich auch die Motorenwerke Chemnitz zugeschlagen. Dort wurde ein neues Werk errichtet, das gegenwärtig täglich 3000 Benzin-, Drei- und Vierzylindermotoren produziert. Außerdem werden dort pro Arbeitstag noch 4000 Ausgleichswellengetriebe, Baugruppen, Pleuel und Kurbelwellen hergestellt. Die Zahl der Beschäftigten lag bei etwa 1100 Mitarbeitern.

## Kostenexplosion ab 1984
Die 1984 beginnende Kooperation mit VW wuchs sich für die DDR zu einem enormen Haushaltsposten aus, der so nicht vorgesehen war. Der ersten Schätzung zufolge sollte das Gesamtvorhaben, das damals auch noch die Herstellung von VW-Dieselmotoren inklusive Einspritzpumpen nach BOSCH-Lizenz umfasste, 3,7 Mrd. Mark kosten. 1987, als das Projekt Dieselmotor bereits verschoben worden war, steigerten sich die Kosten auf eine endgültige Höhe von 7,258 Mrd. Mark, davon 1,5 Mrd. Valuta, was gemessen am letztendlich Erreichten eine außergewöhnlich große Summe war. Die Kostenexplosion war einerseits auf den nicht ausreichend berücksichtigten Zustand der DDR-Zuliefererbetriebe zurückzuführen, die binnen kürzester Zeit VW-Niveau erreichen mussten. Denn der Kooperationsvertrag beinhaltete auch Zulieferungen für weitere Motorenteile aus der DDR. Andererseits gab es eine zögerliche Kooperation mit den DDR-Automobilherstellern. Diese rechneten damit, dass das Vorhaben kurz vor Abschluss der Arbeiten durch das ZK der SED ohnehin wieder gestoppt würde, wie so viele – weitaus kostengünstigere – Projekte zuvor auch. Den Konstrukteuren in Zwickau und Eisenach erschien es zudem unsinnig, den VW-Motor in die alten Karosserien des Wartburgs und Trabants aufwändig einzupassen, ohne dabei die Gelegenheit zu nutzen, neue Karosserien zu entwerfen. Schließlich sorgte auch für Unverständnis, dass es sich bei der unter Lizenz genommenen alpha-Motorenbaureihe von VW um einen älteren, nicht mehr zeitgemäßen Motor handelte, für den der betriebene Aufwand unverhältnismäßig erschien. Zu den Lizenzkosten von 60 Mark pro Aggregat kam die unbefristete Verpflichtung zur Rücklieferung von Motoren, mit denen die DDR die Produktionsstraße abbezahlen wollte. Auch wenn die Kooperation mit VW letztlich jene Grundlage bildete, die das Überleben der beteiligten Betriebe nach 1990 ermöglichte, gilt das Projekt insgesamt als das Ergebnis schwerwiegender Fehlentscheidungen innerhalb der Zentralverwaltungswirtschaft der DDR. So hätte beispielsweise die (politisch verhinderte) Eigenentwicklung eines modernen Viertaktmotors bei AWE 4 bis 5 Mrd. Mark gekostet, wobei die Erneuerung der dortigen Produktionsanlagen bereits mit eingerechnet war.

## Galerie

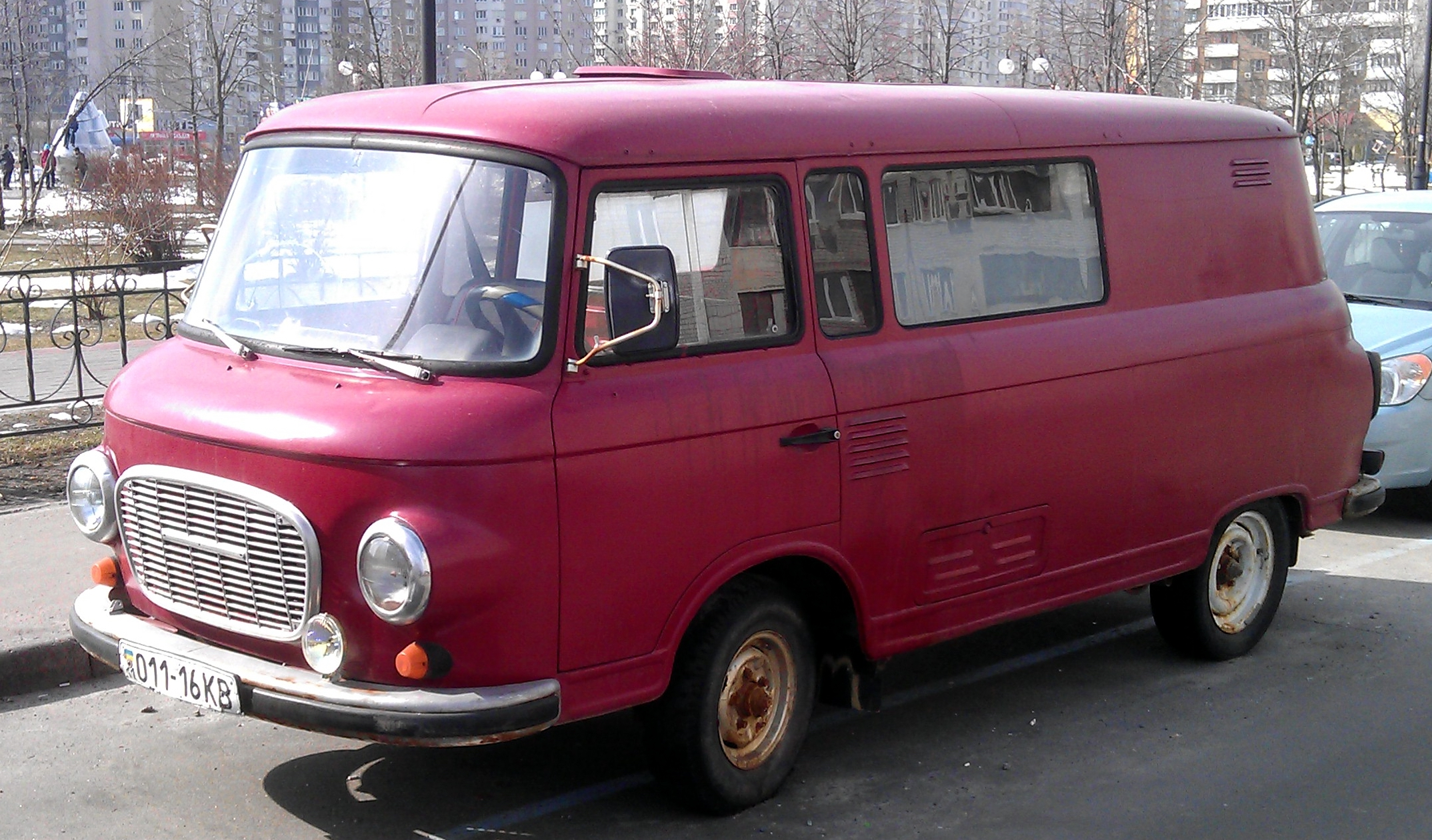
Barkas B 1000 – Zweitakt
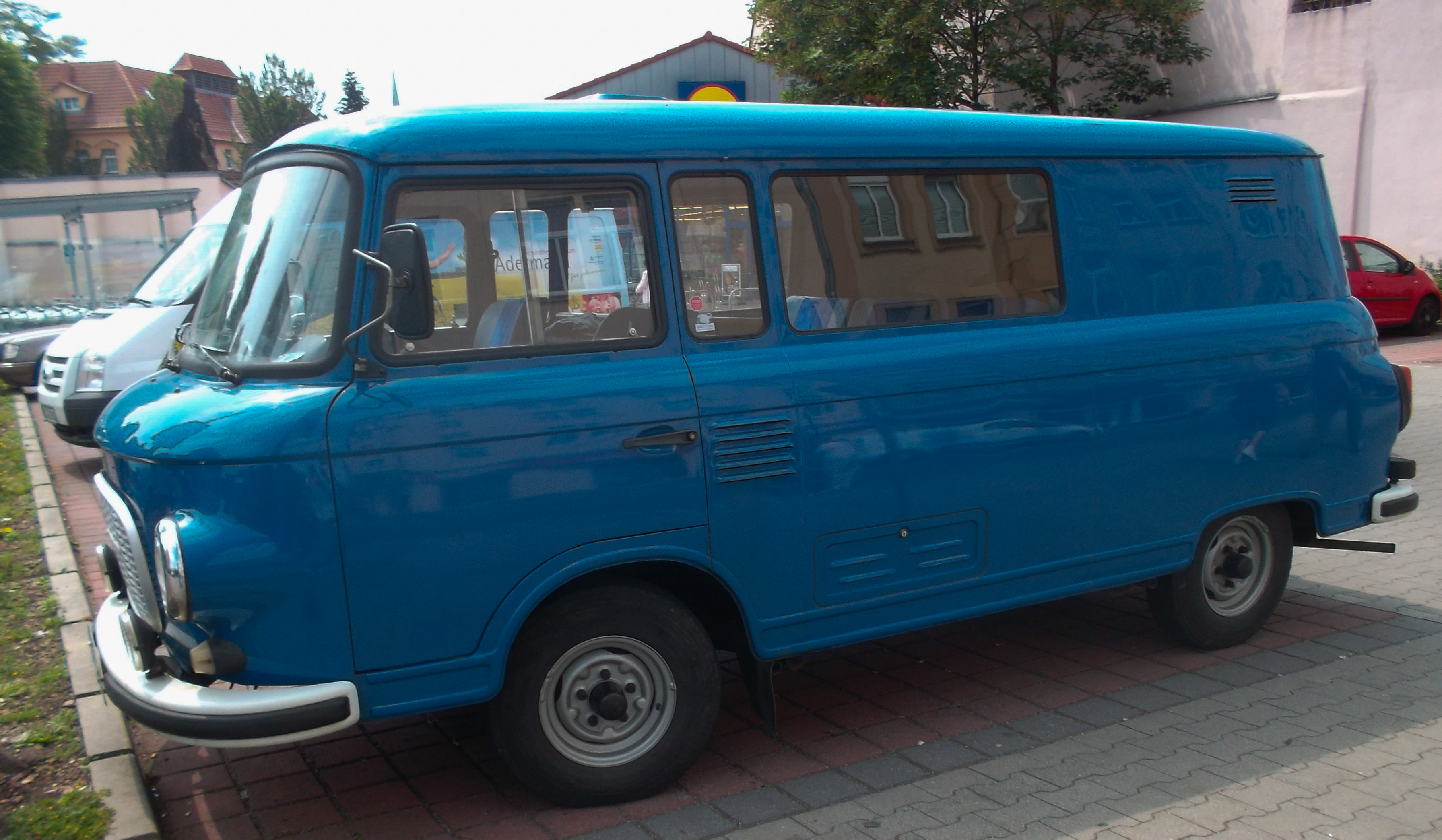
Barkas B 1000-1 – Viertakt
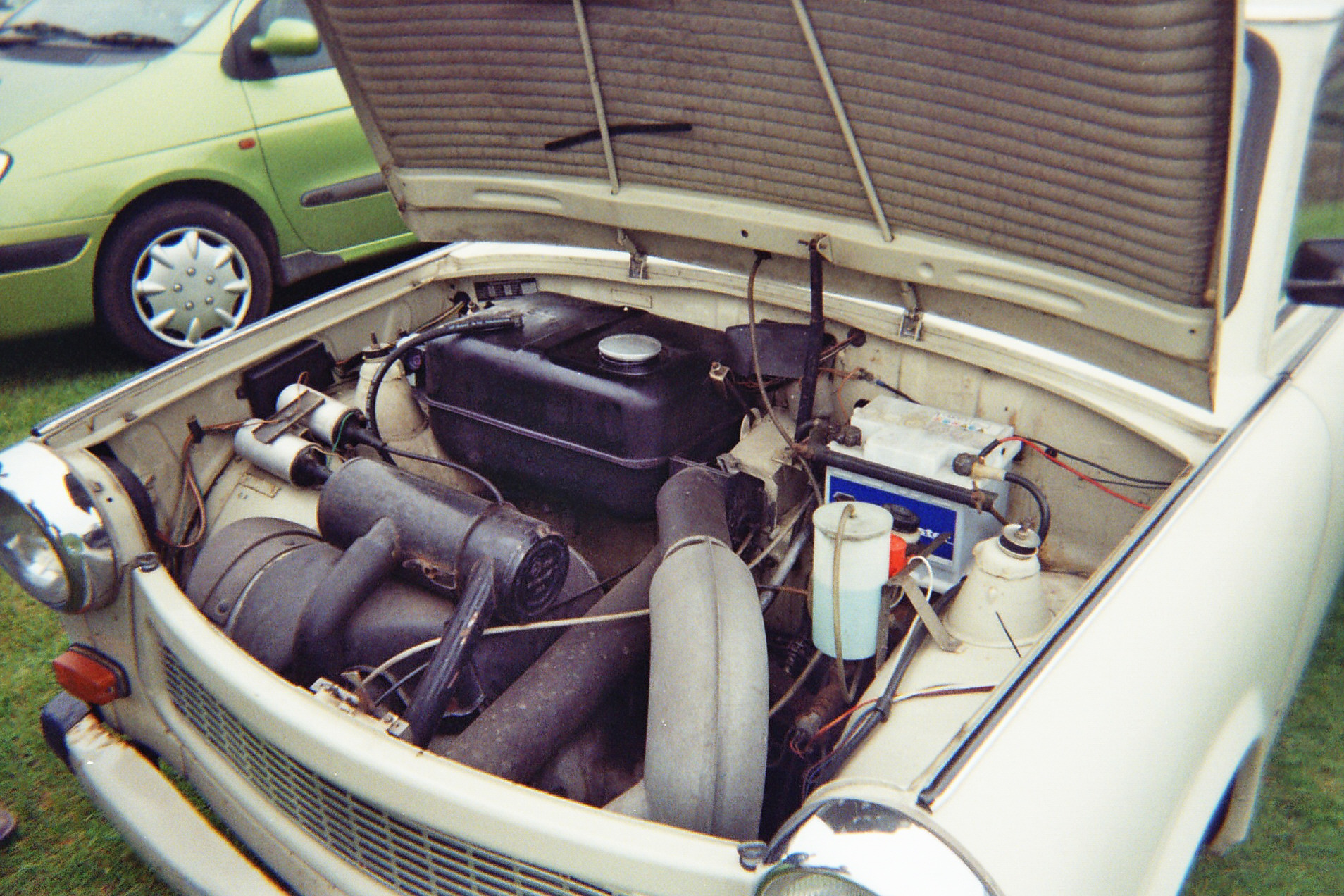
Motorraum des Trabant 601 – Zweitakt
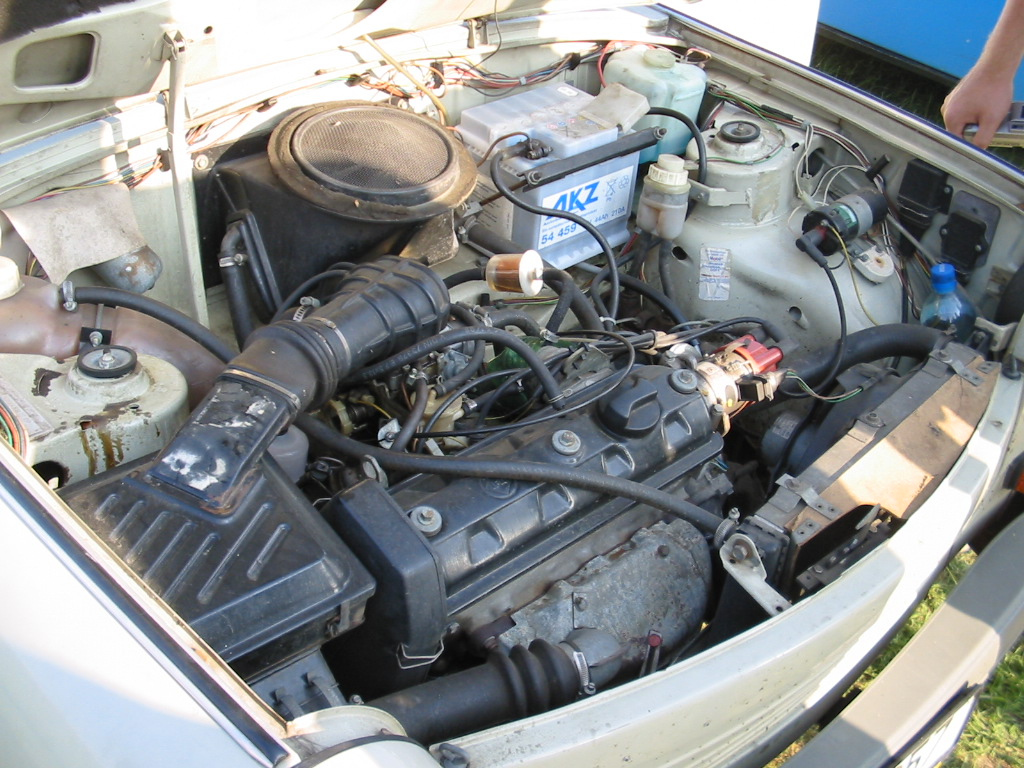
Motorraum des Trabant 1.1 – Viertakt
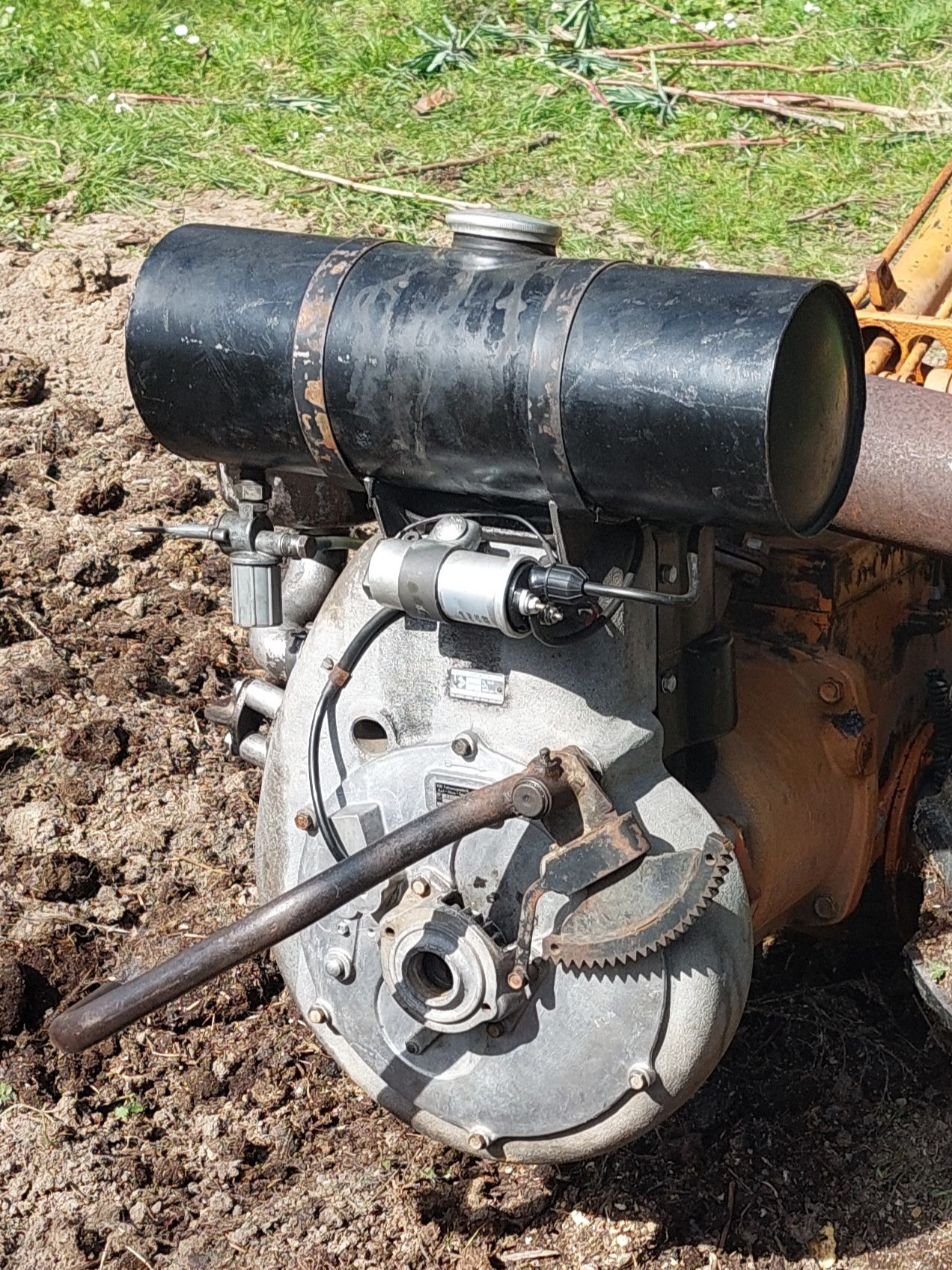
Barkas EL 308 (Zweitakt), montiert an einem Einachsschlepper ET 081.
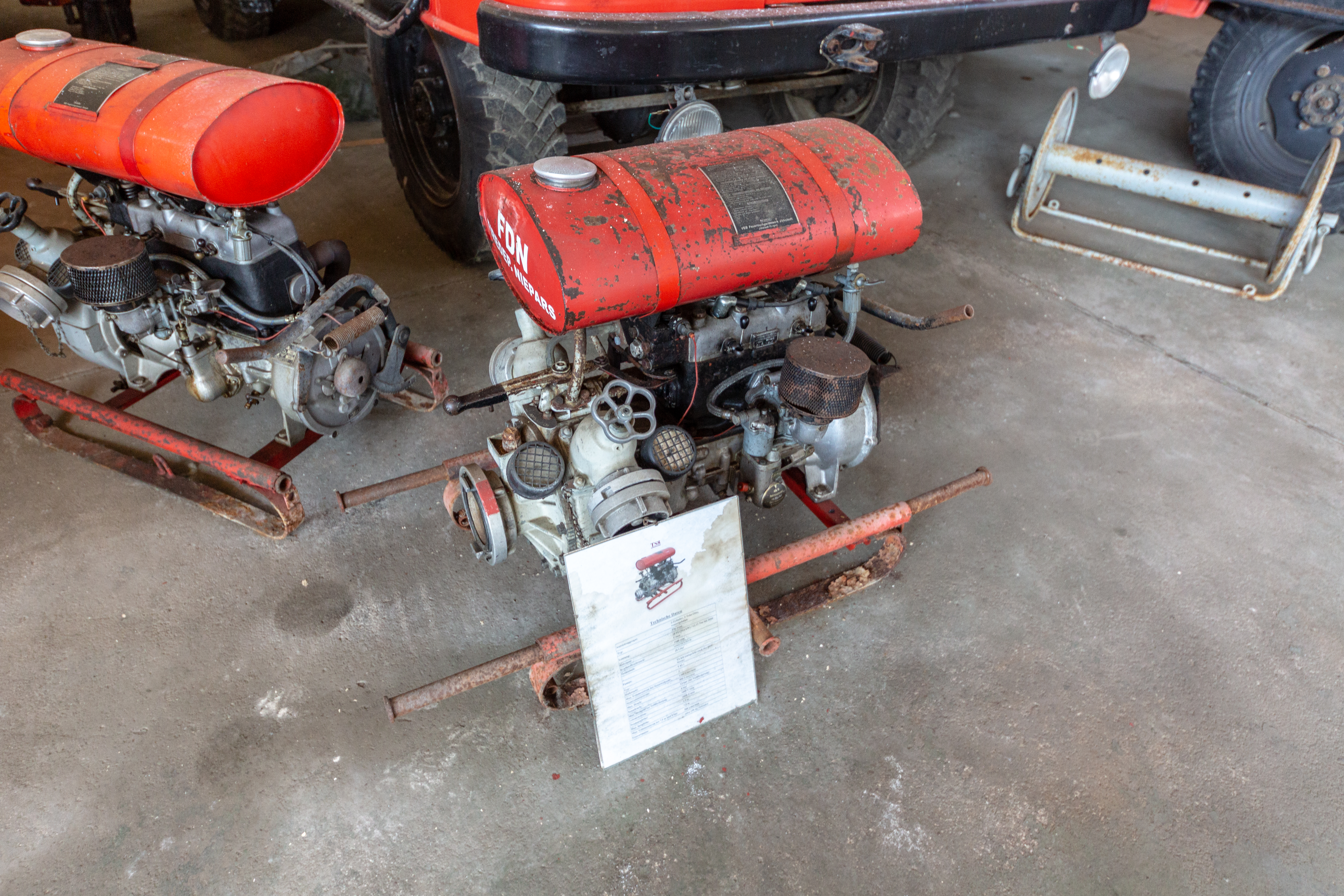
Barkas ZW 1103 (Zweitakt) eingebaut in Tragkraftspitzen vom Typ TS 8